# Papa Benedetto XIII
Benedetto XIII, in latino Benedictus PP. XIII, al secolo Pietro Francesco (in religione Vincenzo Maria) Orsini (Gravina in Puglia, 2 febbraio 1649 – Roma, 21 febbraio 1730), è stato il 245º vescovo di Roma e papa della Chiesa cattolica dal 1724 alla sua morte; apparteneva all'Ordine dei frati predicatori. Nel 2012 si è aperta l'inchiesta diocesana per la sua causa di beatificazione, che si è conclusa il 22 febbraio 2017; inoltre, è l’ultimo papa proveniente dal sud Italia.

## Biografia

### Dalla nascita all'ordinazione sacerdotale

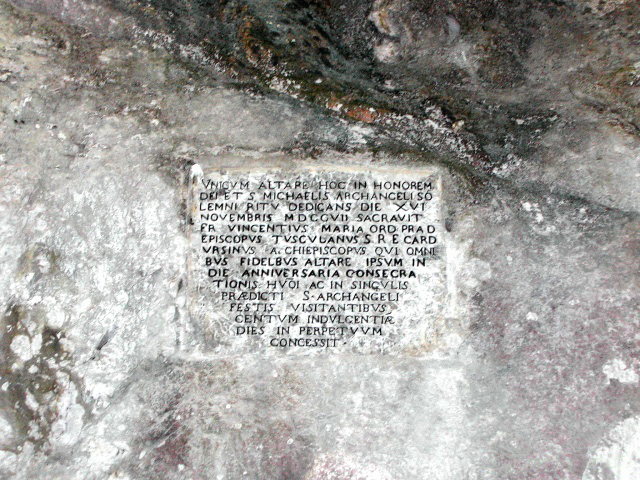
Lapide che ricorda il cardinale Pier Francesco Orsini, poi papa Benedetto XIII (1650-1730). Eremo di San Michele, Foglianise (BN).

Pietro Francesco Orsini di Gravina nacque a Gravina in Puglia da Ferdinando III Orsini, XI duca di Gravina, e da sua moglie, Giovanna Frangipane della Tolfa di Toritto. Fu il figlio maggiore della coppia, che ebbe sei figli.
Il padre morì nel 1658, quando egli aveva otto anni, e - quindi - ereditò subito da lui il titolo di feudatario di Solofra. Fu educato da Niccolò Tura, domenicano di Solofra, e da sua madre Giovanna, donna religiosa e caritatevole. Iniziò gli studi nella stessa cittadina e, a 16 anni, fondò l'Accademia dei Famelici.
A 17 anni chiese di entrare nel noviziato dell'ordine che egli più amava, quello dei domenicani, durante un viaggio a Venezia, nonostante alcuni suoi parenti non fossero d'accordo per il fatto che egli era primogenito. Si appellò a papa Clemente IX, che non solo accettò l'ingresso ma, viste le doti del ragazzo, lo dispensò dagli studi propedeutici.
Nel 1668 egli rifiutò l'eredità del titolo di duca, che passò al fratello, e fece la sua prima professione. L'Orsini divenne frate domenicano con il nome di fra' Vincenzo Maria nel convento di San Domenico in Venezia il 13 febbraio 1668. Studiò a Brescia, Napoli, Bologna e Venezia laureandosi in filosofia e teologia. Fu ordinato sacerdote da papa Clemente X il 24 febbraio 1671.

### Cardinale e vescovo
A soli ventitré anni, il 22 febbraio 1672, divenne cardinale del titolo di San Sisto e prefetto della Congregazione del concilio; accettò solo dopo che il Maestro generale dell'Ordine dei frati predicatori, chiamato dal papa Clemente X, lo obbligò. Si trasferì, quindi, a Roma. Fino all'elevazione alla porpora di Benedetto Pamphilj, effettuata da Innocenzo XI il 1º settembre 1681, è stato il cardinale italiano più giovane.
Nel 1675 gli furono proposte le sedi vescovili di Salerno e di Manfredonia: la sua scelta cadde su quest'ultima, che era meno prestigiosa e meno ricca, ma vicina al suo luogo natìo; fu, quindi, nominato il 28 gennaio 1675 arcivescovo di Manfredonia e consacrato il 3 febbraio dello stesso anno dal cardinale Paluzzo Paluzzi Altieri degli Albertoni. Qui dimostrò le sue doti di vicinanza al popolo di Dio, anche se il suo carattere zelante lo portò ad avere contrasti con alcuni importanti funzionari del vice-regno e con i legati spagnoli. Durante il ministero condusse una vita ascetica, senza rinunciare in alcun modo ai suoi doveri di vescovo, tra cui quello di effettuare periodiche visite alle chiese locali.
Papa Innocenzo XI e il cardinale Paluzzi Altieri, suo protettore e uomo vicino alla sua famiglia, fecero in modo che il 22 gennaio 1680 accettasse il trasferimento alla sede vescovile di Cesena, con il titolo personale di arcivescovo. In tale città, però, ebbe problemi di salute e vi poté soggiornare solo due anni (su un totale di sei anni), poiché si assentò per curarsi all'isola d'Ischia e a Napoli.
Il suo fervore religioso e la sua condotta di vita virtuosa influenzarono con il tempo anche sua madre, sua sorella e due sue nipoti che entrarono nel terz'ordine domenicano. Alla morte di Clemente X partecipò al conclave del 1676 entrando nel grande gruppo dei cardinali cosiddetti "zelanti", cioè non schierati con nessuna potenza europea. Il 18 marzo 1686 gli fu proposta la sede arcivescovile di Benevento, ritenendola più consona al suo stato di salute; vi risiedette per ben trentotto anni e conservò la cattedra anche dopo l'elezione a Romano Pontefice, in via eccezionale.
Di grande rilievo fu la sua sollecitudine pastorale; ogni anno, infatti, visitava in media una settantina di parrocchie completando il giro ogni due anni. Tenne due sinodi provinciali, il primo nel 1693, al quale parteciparono diciotto vescovi e il secondo nel 1698, con il contributo di venti vescovi; entrambi gli atti furono approvati a Roma. Costruì ospedali e alleviò le sofferenze dei poveri. Precorrendo i tempi, diede un forte impulso alla fondazione dei monti frumentari in tutta la diocesi per prestare ai contadini indigenti i fondi per acquistare le sementi. Essi assunsero l'impegno di restituirli dopo aver venduto il raccolto.

Antica raffigurazione del miracolo di San Filippo Neri, che salvò il Cardinale Orsini durante il terremoto del 1688

Durante il suo episcopato il terremoto colpì due volte Benevento (8 giugno 1688 e 14 marzo 1702). L'Orsini fece riparare numerosi edifici danneggiati, meritandosi l'appellativo di “secondo fondatore” della città. Protesse il giovane Niccolò Paolo Andrea Coscia, facendogli percorrere una rapida carriera come funzionario della Curia diocesana, fino a nominarlo suo segretario personale. 
L'Orsini conobbe fin da giovane la figura e la spiritualità di san Filippo Neri, che influenzarono profondamente la sua formazione religiosa. Durante il suo episcopato a Benevento, si verificò un evento che contribuì ad accrescere la sua devozione verso il santo. Il 5 giugno 1688, un violento terremoto colpì la città. In quel momento il cardinale Orsini si trovava nell'appartamento superiore del palazzo arcivescovile, in compagnia di un gentiluomo della diocesi. Il crollo dell'edificio li travolse entrambi: il gentiluomo morì, mentre Orsini si salvò miracolosamente, riportando solo lievi contusioni. La sua salvezza fu attribuita alla presenza di un armadio che, cadendo con lui, si aprì formando una sorta di rifugio tra le macerie. All'interno dell'armadio fu rinvenuta una stampa raffigurante san Filippo Neri in visione della Vergine Maria, nell'atto di sorreggere il tetto della chiesa di Santa Maria in Vallicella a Roma. L'immagine, ritrovata sul capo del cardinale, fu interpretata come segno di protezione celeste.

Busto reliquiario di San Filippo Neri donato a Gravina da Benedetto XIII

L'episodio, già noto in ambito locale, ricevette nuova attenzione dopo l’elezione di Orsini al soglio pontificio, nel 1724. Furono infatti diffusi opuscoli agiografici e resoconti del miracolo, tra cui una relazione redatta dallo stesso Benedetto XIII. Il pittore Pier Leone Ghezzi realizzò un dipinto raffigurante la scena del terremoto e della miracolosa salvezza, oggi conservato nella chiesa di Santa Maria in Vallicella. La devozione verso san Filippo Neri si estese anche alla città natale di Orsini, Gravina in Puglia. Qui il futuro papa volle proclamare san Filippo copatrono, accanto a san Michele Arcangelo. A tale scopo donò alla Cattedrale un busto reliquiario in argento contenente una reliquia dei precordi del Santo. Nella stessa Cattedrale si trovano un dipinto raffigurante San Filippo Neri in adorazione della Madonna (copia di un’opera di Guido Reni) e l'apparizione della Madonna a San Filippo in un affresco sul soffitto. Un’ulteriore rappresentazione del miracolo del terremoto è conservata nella chiesa di San Domenico a Gravina. La tela, probabilmente commissionata dalla duchessa Frangipane della Tolfa, madre del futuro pontefice, raffigura San Filippo che intercede per il cardinale Orsini.
Benedetto XIII volle che il proprio pontificato si svolgesse sotto il patrocinio spirituale di san Filippo Neri. Lo stesso pontefice, nel descrivere la cerimonia di presa di possesso della Basilica di San Pietro, raccontò di essersi recato in preghiera nella Cappella Paolina per affidarsi alla protezione del Santo. Durante gli anni del suo pontificato, promosse il culto di San Filippo attraverso restauri di chiese a lui dedicate e visite regolari alla sua tomba presso la Vallicella, arricchita di speciali indulgenze.
Il 3 gennaio 1701 optò per l'ordine dei cardinali vescovi e la sede suburbicaria di Frascati, conservando l'amministrazione di Benevento. Il 27 settembre 1710 consacrò, su invito di Alessandro Macedonio, la miracolosa cappella di San Giovanni Battista, realizzata nella torre del castello Macedonio a Grottolella. Nella cripta della cappella di San Giovanni Battista riposavano le spoglie della duchessa Emilia Cioffi, moglie di Nicola Macedonio, feudatario di Grottolella.
Il 18 marzo 1715 il cardinal Orsini scelse la sede suburbicaria di Porto e Santa Rufina e ottenne sempre di conservare l'amministrazione di Benevento.
Il cardinal Orsini partecipò a sei conclavi, facendo sempre parte nel gruppo degli zelanti. L'ultimo pontefice prima di lui che partecipò a sei conclavi era stato Leone XI (1-27 aprile 1605). Dopo di lui nessun papa (fino al XX secolo incluso) ha partecipato a un pari numero di elezioni papali.
Nel 1728 scrisse un'opera di teologia pratica e penitenza, pubblicata nello stesso anno.

### Cronologia incarichi
- 24 febbraio 1671: è ordinato sacerdote
- 22 febbraio 1672: è creato cardinale presbitero da papa Clemente X.
- 16 maggio 1672 – 3 gennaio 1701: è cardinale di San Sisto
- 28 gennaio 1675 – 22 gennaio 1680: è arcivescovo di Manfredonia
- 4 gennaio 1673 al 28 gennaio 1675: è Prefetto della Sacra Congregazione del Concilio di Trento
- 22 gennaio 1680 – 18 marzo 1686: è arcivescovo (titolo personale) di Cesena
- 18 marzo 1686 – 29 maggio 1724: è arcivescovo di Benevento (dal 1701 mantenne solo l’amministrazione dell’arcivescovato)[4]
- 3 gennaio 1701 – 18 marzo 1715: è cardinale vescovo di Frascati
- 18 marzo 1715 – 29 maggio 1724: è cardinale vescovo di Porto e Santa Rufina
- 29 maggio 1724: è eletto romano pontefice.

### Il conclave del 1724
Benedetto XIII fu eletto papa il 29 maggio 1724 nel Palazzo Apostolico e fu incoronato il 4 giugno dal cardinale Benedetto Pamphilj. Scelse il nome pontificale di Benedetto XIII in onore di Benedetto XI (domenicano come lui).

Fu il quarto e ultimo papa appartenente all'Ordine domenicano (gli altri furono Innocenzo V, Benedetto XI e Pio V) e l'ultimo pontefice (fino a tutto il XX secolo) nato nell'Italia meridionale.
Il conclave durò dal 20 marzo al 29 maggio. Parteciparono alla fase finale 53 cardinali. I cardinali si riunirono attorno a quattro gruppi: filo-imperiali; filo-francesi; zelanti; i cardinali veneziani.
Fra i candidati che vennero poi superati dall'Orsini va ricordato il cardinal Giulio Piazza, che era sostenuto dal cardinale Juan Álvaro Cienfuegos Villazón.

## Pontificato

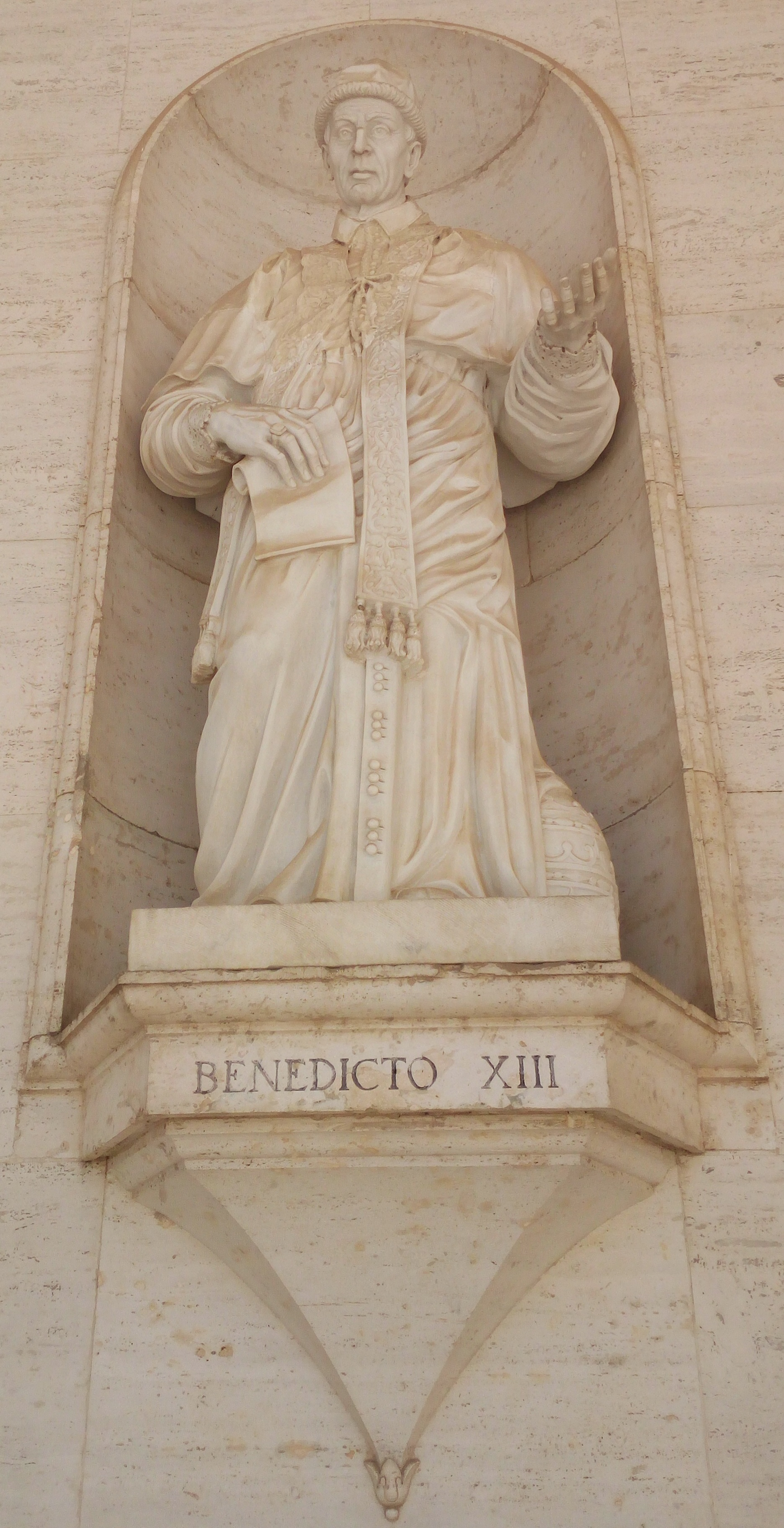
Statua di papa Benedetto XIII, Paolo Campi, Cattedrale di Santa Maria Assunta e San Benedetto abate, Abbazia di Montecassino

- Segretario di Stato: Fabrizio Paolucci (1724-1726); Niccolò Maria Lercari (1726-1730)
- Vice-Cancelliere: Pietro Ottoboni (1689-1740)
- Camera Apostolica:
  - Camerlengo: Annibale Albani (1719-1747)
  - Tesoriere: Carlo Collicola (1721-1728)
- Congregazioni:
  - Inquisizione: Francesco del Giudice (1719-1725); Fabrizio Paolucci (1725-1726); Pietro Ottoboni (1726-1740);
  - Riti:  Fabrizio Paolucci (1724-1726), Carlo Maria Marini (1726 - 1741)
  - Indice: Carlo Agostino Fabroni (? - 1727?); ...
  - Concilio: Curzio Origo (1721-1737)
  - Buon governo: Giuseppe Renato Imperiali (1696-1737)
  - Vescovi: Fabrizio Paolucci (1721-1724); Francesco Barberini (1726-1738)
  - Consulta: Niccolò Maria Lercari (1724-1730)
- Tribunali della Curia:
  - Penitenziere Maggiore: Bernardo Maria Conti (1721-1730)
  - Prefetto della Segnatura Apostolica: Lorenzo Corsini (1720-1730)
  - Decani della Rota Romana: Carlo Cerri, prodecano (1724-1726); Pompeo Aldrovandi (1726-1733)
- Vicario per la diocesi di Roma: Prospero Marefoschi (1726-1732)

### Relazioni con le istituzioni della Chiesa
- Il 7 settembre 1724 il pontefice pubblicò la bolla Romani pontificis in cui stabilì che la carica di decano del Collegio cardinalizio spettasse al cardinale più longevo. Impose ai porporati una veste meno lussuosa e meno mondana;
- Il 23 settembre dello stesso anno pubblicò la bolla In supremo, nella quale stabilì le funzioni dei sacerdoti nelle processioni; il successivo 30 settembre concesse alle confraternite francescane di operare anche al di fuori del proprio ordine (Sacrosancti apostolatus).
- Siccome alcuni abati regolari neoeletti mancavano di chiedere, come da tradizione, la benedizione al vescovo diocesano, il pontefice fissò l'obbligo di ricevere la benedizione entro un anno dalla nomina (Commissi nobis, 6 maggio 1725);
- L'8 giugno 1725 pubblicò una raccolta di leggi (costituzione apostolica Ex quo divina). In essa stabilì che non può ritenersi salvo, anche rifugiandosi in una chiesa, colui che ha compiuto in modo proditorio un omicidio, ed anche l'uccisore del suo prossimo con premeditata decisione[5]. Nella stessa costituzione apostolica è contenuto un provvedimento riguardante i Cavalieri dell'Ordine di Malta in cui si disciplina il duello[6]; proibì inoltre ai sacerdoti di farsi crescere la barba e di vestirsi con abiti laici.
- Il 14 giugno 1727 pubblicò la costituzione apostolica Maxima vigilantia con la quale stabilì per ogni sede episcopale e casa religiosa esistente in Italia l'obbligo di istituire un archivio[7]
- Il 26 gennaio 1725 il pontefice riconobbe l'istituto di Fratelli delle scuole cristiane fondato dal religioso francese Giovanni Battista de La Salle;
- Nel 1727 confermò i privilegi dell'Ordine dei Cavalieri del Santo Sepolcro;
- Nel 1729 riconobbe la Confraternita della Buona Morte (Bona Mors), che eresse in arciconfraternita.
- Per favorire lo sviluppo di seminari diocesani, istituì una commissione speciale, la Congregazione dei seminari.

### Decisioni in materia liturgica

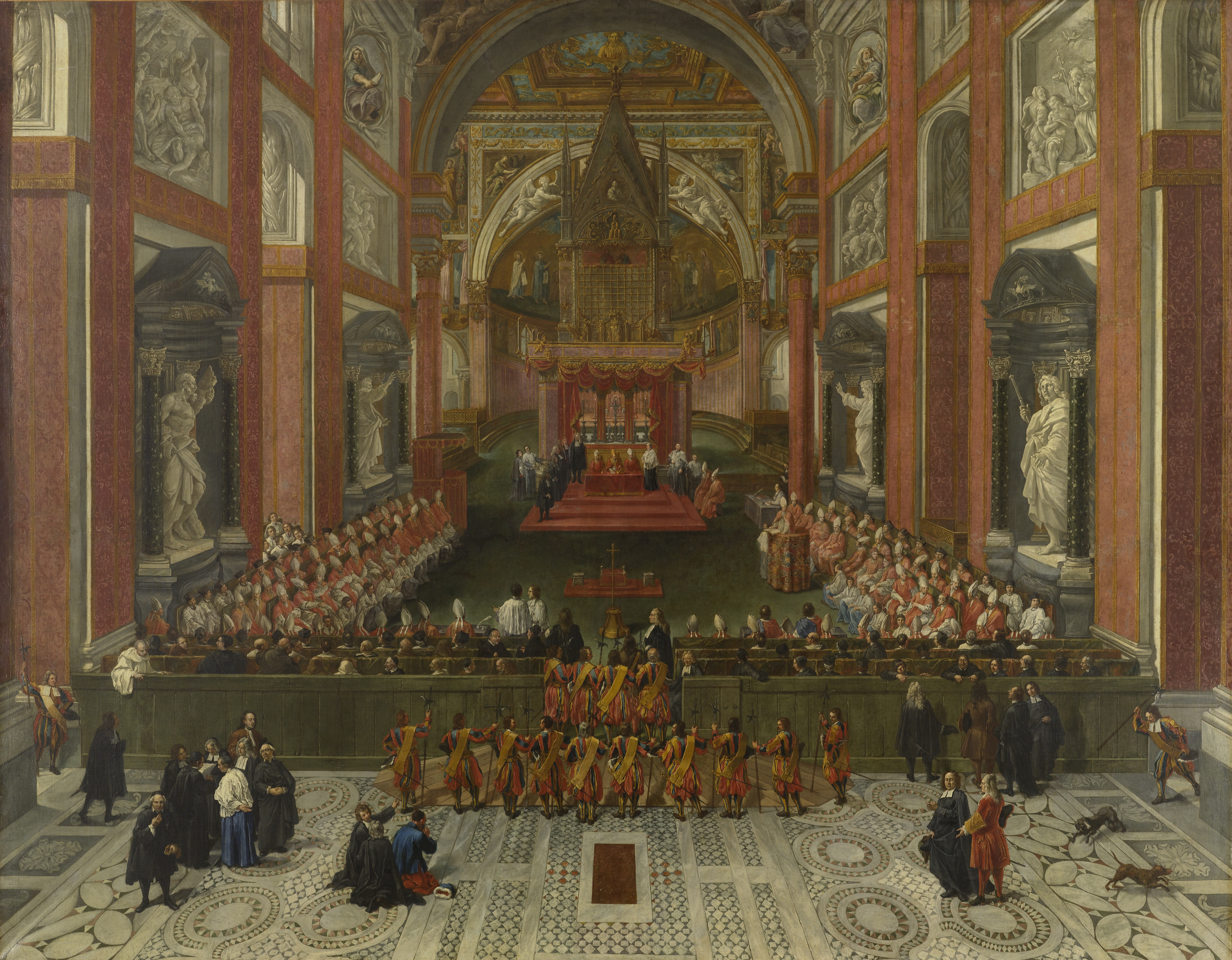
Benedetto XIII presiede nella Basilica del Laterano il sinodo romano provinciale del 1725, opera di Pier Leone Ghezzi.

- Nel 1725 il pontefice celebrò il giubileo universale della cristianità. Fautore della morigeratezza dei costumi, rinunciò alla carica di "Gran Penitenziere". Durante l'anno giubilare tenne un sinodo della Chiesa romana nella Basilica del Laterano[8];
- Nello stesso anno approvò la pubblicazione del Memoriale rituum, con il quale consentì alle chiese minori (per esempio, le parrocchie con un solo sacerdote) di celebrare le Sante Messe che, nelle altre chiese, vanno celebrate con solennità[9]. Sempre nel 1725 emanò un provvedimento con il quale annullò le esenzioni al funerale religioso;
- Nel 1726 introdusse nelle Litanie dei santi il nome di Giuseppe; nello stesso anno consentì ai fedeli di pregare la Madonna con il titolo di Nostra Signora del Monte Carmelo; l'anno seguente aggiunse il titolo di Madonna dei Sette Dolori;
- Nel 1727 riformò il Caeremoniale Episcoporum (Cerimoniale dei vescovi, modificato più volte nei secoli) stabilendo che fosse ripristinato l'uso originario (bolla Licet alias, 7 marzo 1727)[10].
- Nel 1727 intervenne nella controversia dei riti malabarici, disputa che si trascinava da anni e riguardava il modo con cui i Gesuiti missionari in India avevano accolto le usanze locali nella liturgia cattolica. Il pontefice ingiunse i missionari ad uniformarsi ai decreti della Santa Sede[11];
- Istituì la memoria liturgica di Giovanni da San Facondo nel giorno 12 giugno;

### Relazioni con le chiese nazionali
Repressione del giansenismo

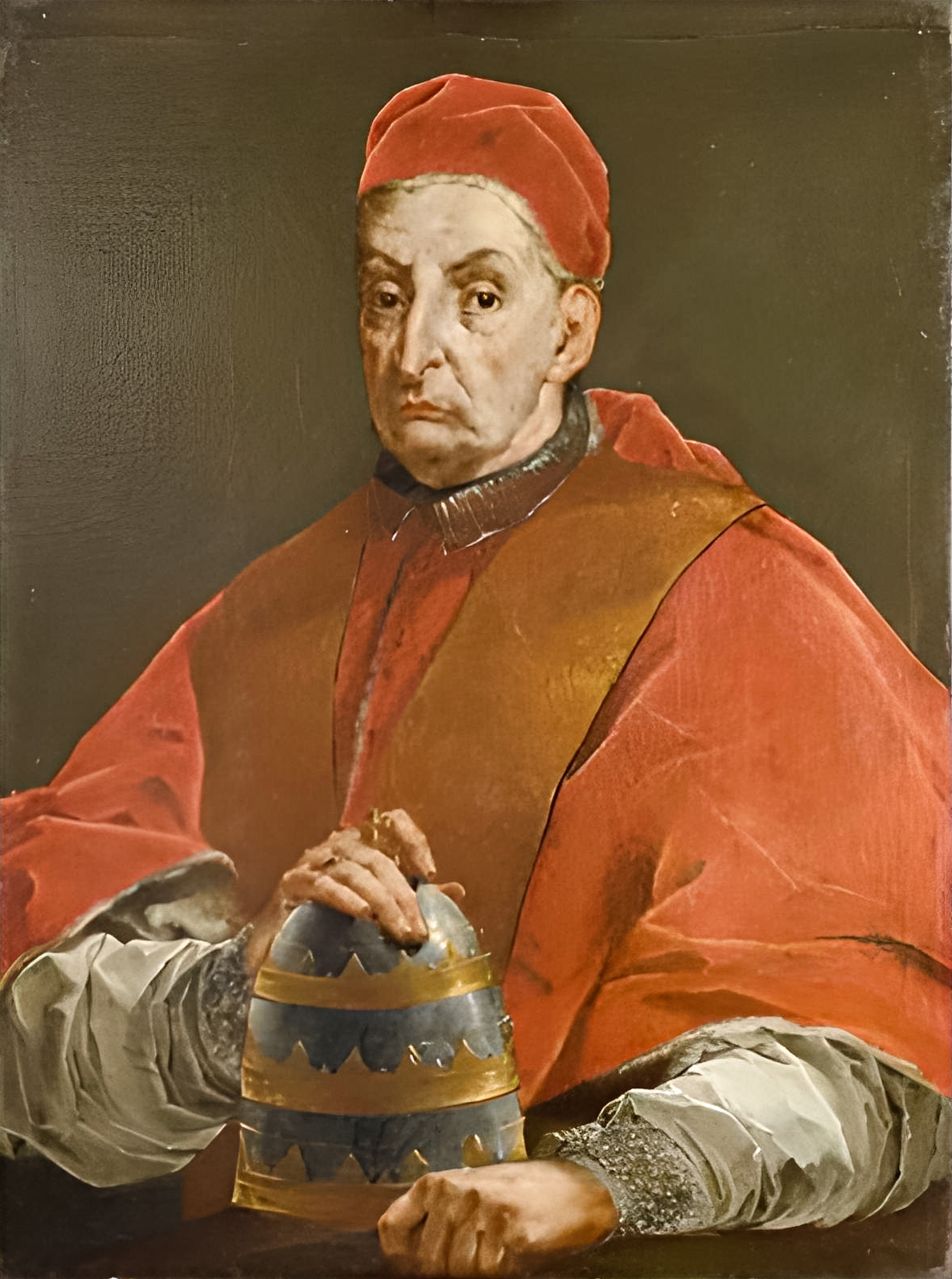
Benedetto XIII nel 1730 ca.

Nel 1724 il clero francese propose al Papa di ritirare la costituzione apostolica Unigenitus Dei Filius, emessa da Clemente XI nel 1713 con la quale il predecessore aveva inteso sradicare il fenomeno del giansenismo. Il provvedimento aveva provocato però anche delle divisioni tra i vescovi, minando l'unità della Chiesa francese. La risposta di Benedetto giunse in occasione del sinodo della Chiesa romana avvenuto durante l'anno santo 1725. Il pontefice richiese agli appellanti un'incondizionata accettazione della bolla e incaricò l'Ordine domenicano di far rispettare le disposizioni della Santa Sede. Il 28 giugno 1728 pubblicò la bolla Pretiosus con la quale confermò che la teologia tomista è incompatibile con il pensiero di Giansenio e di Pasquier Quesnel. L'arcivescovo di Parigi, il molto influente Louis-Antoine de Noailles, si pronunciò a favore della bolla pontificia.
Chiesa olandese
Il pontefice scomunicò il vescovo olandese Cornelius van Steenoven, riconoscendo come illegale la sua consacrazione, avvenuta il 14 ottobre 1724. Con la scomunica di Steenoven nacque quindi la Chiesa vetero-cattolica dei Paesi Bassi, considerata dai cattolici scismatica, anche se non eretica.

### Decisioni riguardanti gli ebrei
Con la bolla Nuper pro parte dilectorum (8 gennaio 1726) assegnò una dote alle ragazze ebree neofite cristiane. Il 14 febbraio 1727 (Emanavit nuper) pubblicò le disposizioni necessarie per il battesimo degli ebrei. Il 21 marzo 1729 (Alias emanarunt) vietò agli ebrei di commerciare talune merci.

### Relazioni con i monarchi europei
Imperatore del Sacro Romano Impero
Nel 1708 la città di Comacchio (la cui appartenenza all'Impero o allo Stato della Chiesa era oggetto di disputa fin dalla devoluzione di Ferrara alla Santa Sede nel 1598) era stata sottratta alla Santa Sede; Clemente XI l'aveva rivendicata, ma Comacchio non era stata ancora restituita. Innocenzo XIII riuscì a convincere la Corte di Vienna, ma morì prima che si concludessero i negoziati. Benedetto XIII completò l'opera del predecessore. Il trattato che restituiva Comacchio alla Santa Sede fu firmato il 25 novembre 1724. La restituzione di Comacchio divenne efficace il 20 febbraio dell'anno seguente. Come gesto di riconoscenza, Benedetto XIII accordò all'imperatore Carlo VI d'Asburgo le decime ecclesiastiche su tutti i dominii austriaci. Infine, il 30 agosto 1728 il pontefice riconobbe i privilegi dell'imperatore sul governo della chiesa siciliana.
Regno del Portogallo

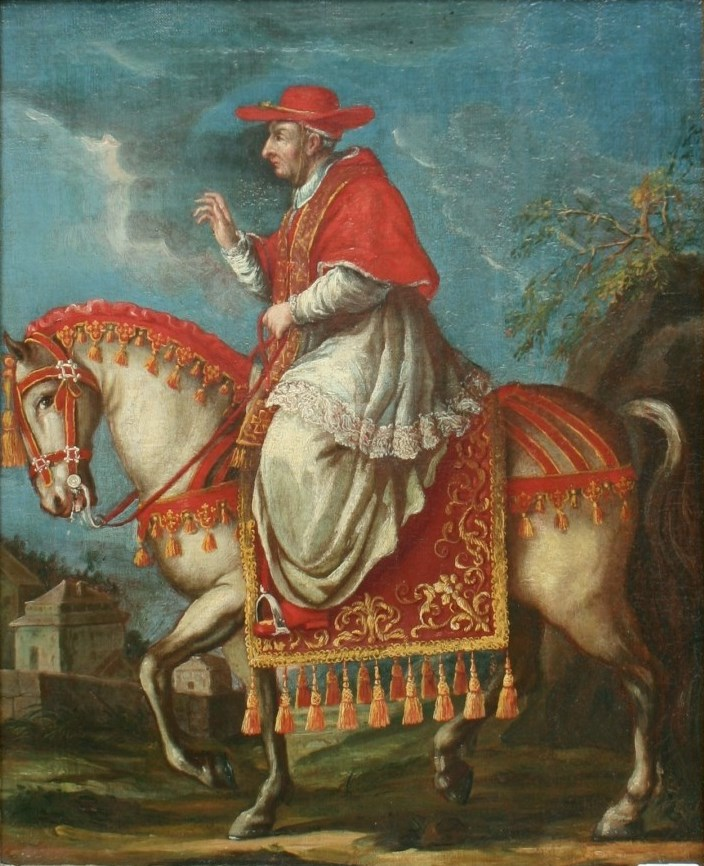
Ritratto Equestre del Pontefice Benedetto XIII, (Opera di Agostino Masucci)

Un'altra questione che Benedetto XIII aveva ereditato da Innocenzo XIII era la nomina del nuovo nunzio presso la corte di Giovanni V. Il re voleva che il nunzio uscente, Vincenzo Bichi, fosse promosso cardinale. Quando capì che Giovanni V mirava in realtà ad avere un cardinale di corona, Innocenzo XIII non accolse la sua richiesta. Benedetto continuò la linea del predecessore, ma dovette subire la ritorsione del re, che ritirò il cardinale Pereira, l'ambasciatore ed altri funzionari della Corte da Roma. Inoltre il re bloccò la nomina del successore di Bichi. Il pontefice cercò quindi la mediazione del re di Spagna Filippo V. Tra le corti di Madrid e di Lisbona vi erano buone relazioni, tanto che nel 1729 l'infanta del re di Spagna sposò l'erede al trono del Portogallo. C'erano così tutte le premesse per addivenire a un compromesso. Però l'anno successivo il pontefice morì, rimandando ancora una volta la soluzione della questione.
Regno di Sardegna
Dopo la guerra di successione spagnola le relazioni tra i Savoia e il papato si deteriorarono. La causa apparente fu il rifiuto da parte del duca Vittorio Amedeo II (che dal 1720 si fregiava del titolo di re di Sardegna) di rispettare i privilegi della Santa Sede sull'isola. Per reazione, il papa non confermò le nomine vescovili già approvate dal duca. A causa delle tensioni createsi tra i due poteri, molte sedi vescovili dell'isola rimasero prive di guida pastorale. Per migliorare le relazioni con il papa, Vittorio Amedeo II inviò un nuovo ambasciatore a Roma nella persona del marchese Carlo Vincenzo Ferrero d'Ormea. Egli riuscì a far riconoscere Vittorio Amedeo II come re di Sardegna e, soprattutto, a stipulare nel 1727 un Concordato che normalizzò le relazioni fra i due Stati.

### Opere realizzate a Roma

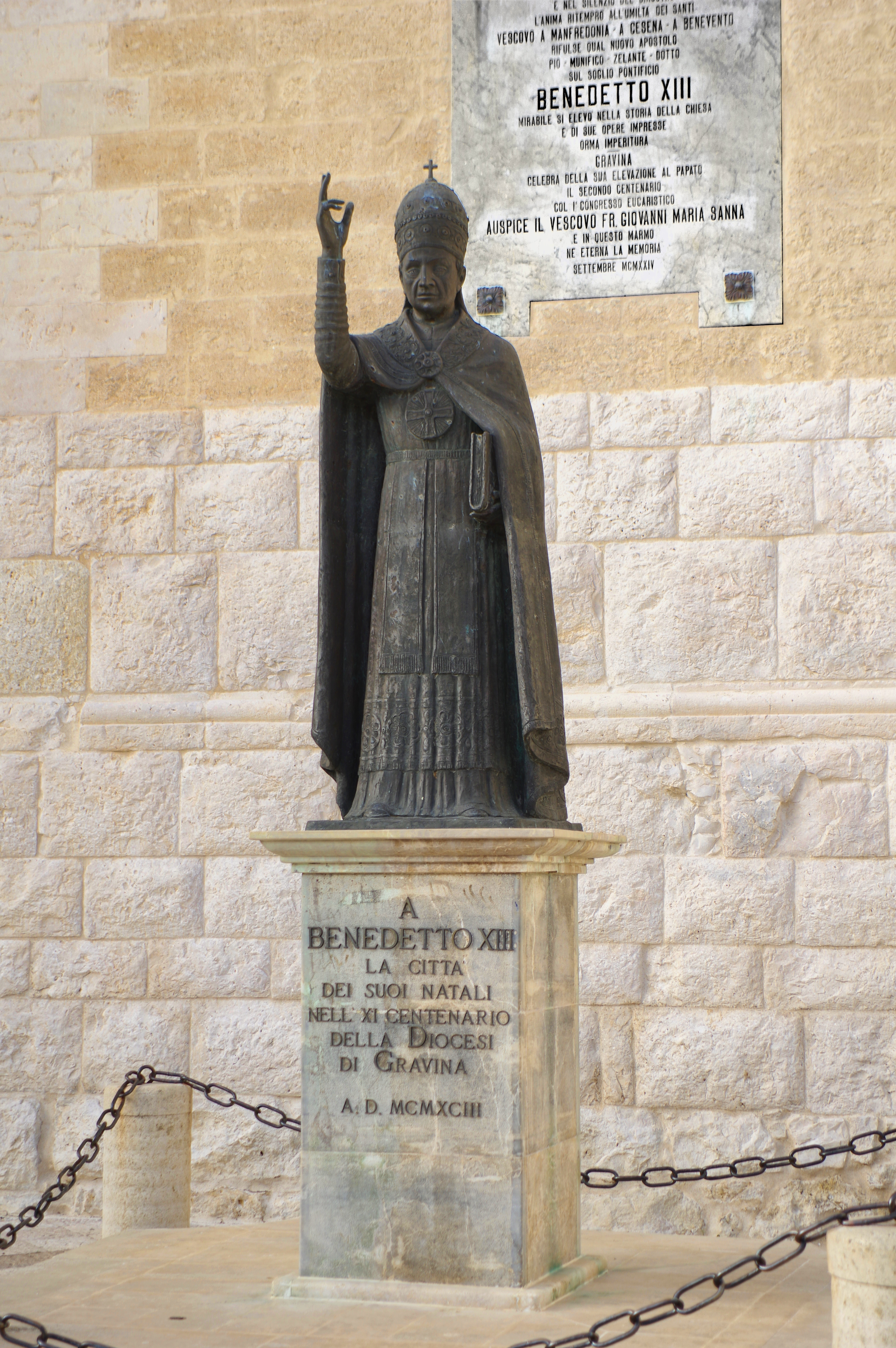
Monumento a Benedetto XIII in Gravina in Puglia.

Nel 1724 Benedetto XIII approvò l'edificazione di un ospizio per le persone colpite dalle malattie della pelle, oggi Ospedale San Gallicano. Fu l'ultimo dei cinque ospedali storici di Roma ad essere fondato.
Durante il suo pontificato le seguenti chiese furono edificate o restaurate:
- Basilica di Santa Maria sopra Minerva: fu completata la costruzione della chiesa, rimasta incompiuta da oltre duecento anni;
- Chiesa dei Santi Cecilia e Biagio: la chiesa venne completamente ricostruita su progetto di Filippo Raguzzini (1729);
- Chiesa di Santa Maria della Quercia: la chiesa fu riedificata su progetto di Filippo Raguzzini. I lavori furono proseguiti poi dal romano Domenico Gregorini;
- Chiesa di San Gregorio della Divina Pietà: la chiesa fu restaurata su progetto di Filippo Barigioni (1729);
- Basilica di San Sisto Vecchio: l'edificio venne ricostruito (ad eccezione dell'abside e del campanile). Oltre alla chiesa, avviò la ricostruzione del convento e del chiostro;
- Chiesa dei Santi Claudio e Andrea dei Borgognoni: la costruzione dell'edificio iniziò nel 1728.

Il pontefice consacrò la Chiesa di Santa Maria in Transpontina (1728). Riconsacrò le chiese di San Francesco di Paola e di San Giovanni Decollato dopo i lavori di restauro.
Nell'anno giubilare Benedetto XIII inaugurò la scalinata di Piazza di Spagna, per congiungere la chiesa della Trinità dei Monti con il piano stradale.
Benedetto XIII confermò i bandi di Innocenzo XI che vietavano il gioco del lotto.

### Patrono di arti e scienze
Nel 1727 il pontefice riconobbe l'Università di Camerino (fondata nel Medioevo) con la bolla Liberalium disciplinarum. Le facoltà erano quelle tradizionali: teologia, giurisprudenza, medicina e matematica.
Il pontefice pose sotto la propria protezione l'astronomo gesuita Francesco Bianchini.

Rimosse dall'Indice dei libri proibiti le opere del teologo francese Natalis Alexander.

## Morte e sepoltura
Benedetto XIII morì il 21 febbraio 1730 a causa di una febbre catarrosa; altri invece sospettarono un avvelenamento da acqua tofana. Fu sepolto nella Basilica Vaticana il 25 febbraio. Il 23 febbraio 1733 i suoi resti sono stati traslati nella Basilica di Santa Maria sopra Minerva nella cappella di San Domenico con un monumento funebre con sculture di Carlo Marchionni e Pietro Bracci.

## Diocesi create da Benedetto XIII

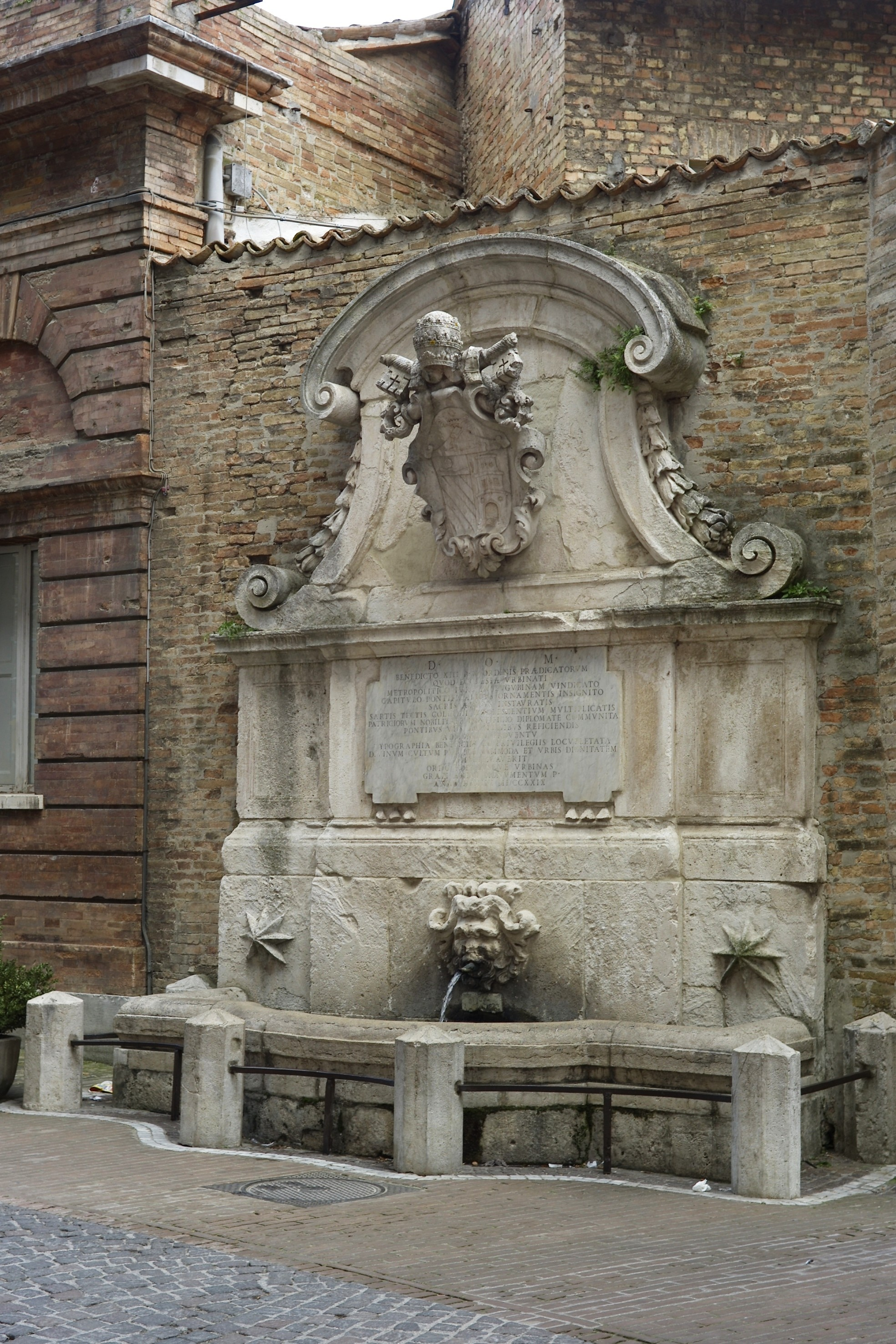
Fontana di papa Benedetto XIII ad Urbino.

### Elevazione a diocesi
- 17 marzo 1727:
  - Pescia (creata come prepositura da Leone X nel 1519).

### Nuove diocesi
- 23 giugno 1725 (bolla In excelsa):
  - Diocesi di Pontecorvo (fu unita aeque principaliter alla diocesi di Aquino)[16];
- 10 settembre 1725 (bolla Super universas):
  - Diocesi di Priverno (fu unita aeque principaliter alle diocesi di Terracina e Sezze)[17];
- 15 novembre 1728 (decreto Notoriae sunt):
  - Diocesi di Fabriano (il territorio fu ricavato dalla Diocesi di Camerino)[18].

### Elevazione al rango di arcidiocesi
- 11 settembre 1726 (bolla Inscrutabili divinae):
  - Diocesi di Lucca (arcidiocesi non metropolitana).

## Concistori per la creazione di nuovi cardinali
Nel corso del suo pontificato Benedetto XIII nominò 29 cardinali in dodici concistori. Tra essi, fu creato cardinale il futuro papa Benedetto XIV. Il 23 luglio 1725 eresse il titolo cardinalizio di Santa Maria ad Martyres.

## Genealogia episcopale e successione apostolica
La genealogia episcopale è:
- Cardinale Scipione Rebiba
- Cardinale Giulio Antonio Santori
- Cardinale Girolamo Bernerio, O.P.
- Arcivescovo Galeazzo Sanvitale
- Cardinale Ludovico Ludovisi
- Cardinale Luigi Caetani
- Cardinale Ulderico Carpegna
- Cardinale Paluzzo Paluzzi Altieri degli Albertoni
- Papa Benedetto XIII

La successione apostolica è:
- Vescovo Giacinto Maria Conigli, O.P. (1675)
- Arcivescovo Juan Torrecillas y Ruiz de Cárdenas (1676)
- Arcivescovo Tiberio Muscettola, C.O. (1680)
- Vescovo Giacinto Maria Passati, O.P. (1680)
- Vescovo Domenico Diez de Aux (1689)
- Vescovo Fabrizio Cianci (1689)
- Vescovo Marcello Cavalieri, O.P. (1690)
- Arcivescovo Giuseppe Rosa (1690)
- Vescovo Giuseppe Ponzi (1690)
- Vescovo Pietro Vecchia, O.S.B. (1690)
- Arcivescovo Domenico de Zaoli (1690)
- Arcivescovo Michele Bologna, C.R. (1690)
- Vescovo Pompeo Sarnelli (1692)
- Vescovo Carlo Giacinto Lascaris, O.P. (1711)
- Cardinale Francesco Antonio Finy (1722)
- Arcivescovo Ercole Michele d'Aragona (1723)
- Vescovo Luigi Forni (1723)
- Vescovo Domenico Nicola Condulmer (1723)
- Cardinale Niccolò Maria Lercari (1724)
- Vescovo Antonino Serafino Camarda, O.P. (1724)
- Cardinale Pierre Guérin de Tencin (1724)
- Arcivescovo Zozuno Valignari (1724)
- Cardinale Marco Antonio Ansidei (1724)
- Cardinale Giovanni Battista Altieri (1724)
- Papa Benedetto XIV (1724)
- Patriarca Mondilio Orsini, C.O. (1724)
- Cardinale Niccolò Coscia (1724)
- Vescovo Domenico Rossi (1724)
- Cardinale Giuseppe Accoramboni (1724)
- Arcivescovo Carlo Maielli (1724)
- Vescovo Antonio Pacecco, O.F.M. (1724)
- Vescovo Nicolò Tupputi (1724)
- Patriarca Antonio Maria Pallavicini (1724)
- Vescovo Domenico Antonio Manfredi (1724)
- Vescovo Giovanni Battista Chiappé, O.S.H. (1724)
- Vescovo Bartolomeo Pucci Franceschi (1724)
- Cardinale Agostino Pipia, O.P. (1724)
- Vescovo António Fonseca (1725)
- Cardinale Pietro Ottoboni (1725)
- Arcivescovo Jean Claude Sommier (1725)
- Vescovo Alberto Gualtieri, O.F.M.Disc. (1725)
- Vescovo Jean François Fouquet, S.I. (1725)
- Vescovo Filippo Coscia (1725)
- Vescovo Vincenzo Ferrero, O.P. (1725)
- Vescovo Vittorio Mazzocca, O.P. (1725)
- Vescovo Nicola Stanislavich, O.F.M. (1725)
- Arcivescovo Vincenzo Maria d’Aragona, O.P. (1725)
- Arcivescovo Francesco Federico Giordani (1725)
- Arcivescovo Giovanni Battista Gamberucci (1725)
- Arcivescovo Giusto Fontanini (1725)
- Arcivescovo Valerio Bellati (1725)
- Vescovo Stephen MacEgan, O.P. (1725)
- Vescovo Sostegno Maria Cavalli, O.S.M. (1725)
- Arcivescovo Gregorio de Molleda y Clerque (1725)
- Cardinale Giulio Alberoni (1725)
- Vescovo Benedetto De Luca (1725)
- Vescovo Thomas Dominic Williams, O.P. (1725)
- Vescovo Placido Pezzancheri, O.Cist. (1726)
- Vescovo Alessandro Burgos, O.F.M.Conv. (1726)
- Arcivescovo Carlo Francesco Airoldi (1726)
- Cardinale Melchior de Polignac (1726)
- Vescovo Giovanni Ghirardi (1726)
- Arcivescovo Giuseppe Saporiti (1726)
- Arcivescovo Nicola Jorio (1726)
- Vescovo Nicolas Gervaise (1726)
- Arcivescovo Tommaso Cervioni, O.E.S.A. (1726)
- Arcivescovo Nicolò Maria de' Franchi, O.P. (1726)
- Vescovo Giovanni Girolamo della Torre, B. (1726)
- Arcivescovo Felipe Itúrbide, O.Carm. (1726)
- Vescovo Giuseppe Barlotta y Ferro (1726)
- Vescovo Elzear des Achards de La Baume (1726)
- Vescovo Cherubino Tommaso Nobilione, O.P. (1726)
- Vescovo Nicolas-Xavier Santamarie (1726)
- Vescovo Giovanni Pietro Faccolli (1726)
- Vescovo Łukasz Krzysztof Wielewiejski (1726)
- Vescovo Matthieu Petit-Didier, O.S.B. (1726)
- Vescovo Girolamo Maria Allegri, O.S.M. (1726)
- Vescovo Pier Maria Giustiniani, O.S.B. (1726)
- Arcivescovo Giovanni Minotto Ottoboni (1726)
- Arcivescovo Costantino Giordani, O.C.D. (1726)
- Arcivescovo Antonio Tasca (1726)
- Vescovo Marco Antonio Raimundi (1726)
- Vescovo Giovanni Battista Lomellini, O.P. (1727)
- Arcivescovo Renato Massa (1727)
- Arcivescovo Antonio Francesco Valenti (1727)
- Arcivescovo Nicola Saverio Albini (1727)
- Vescovo Epifanio di Napoli, O.S.B.M. (1727)
- Arcivescovo Raulo Costanzo Falletti (1727)
- Vescovo Bernard-Antoine Pizzella (1727)
- Cardinale Antonio Saverio Gentili (1727)
- Arcivescovo Maffeo Nicolò Farsetti (1727)
- Vescovo Bartolome Gascon (1727)
- Arcivescovo Domingo Polou (1727)
- Vescovo Angelo Maria Nappi, O.S.M. (1727)
- Vescovo Giovanni Todone (1727)
- Vescovo Gaspare Pizzolanti, O.Carm. (1727)
- Vescovo Benedetto Bussi (1727)
- Cardinale Carlo Vincenzo Maria Ferreri Thaon, O.P. (1727)
- Vescovo Bernardino Ciani, O.E.S.A. (1727)
- Vescovo Giovanni Silvio Nicola (1727)
- Vescovo Francesco Dalmazio Octavio Vasco, O.C.D. (1727)
- Arcivescovo Domenico Rosso, O.S.B.Coel. (1727)
- Cardinale Giambattista Roero di Pralormo (1727)
- Vescovo Giovanni Domenico Xiberras, O.S.Io.Hieros. (1727)
- Arcivescovo Clemens August Maria von Bayern (1727)
- Vescovo Cristoforo Lorenzo Baratta (1727)
- Vescovo Jacques Rambert (1727)
- Arcivescovo Vincenzo Maria Mazzoleni, O.P. (1727)
- Vescovo Raimundo Rubí, O.Cart. (1727)
- Vescovo Saverio Ferrari (1727)
- Vescovo Costantino Vigilante (1727)
- Vescovo Pierre-Herman Dosquet, P.S.S. (1727)
- Vescovo Manuel Tercero Rozas, O.E.S.A. (1727)
- Arcivescovo Giovanni Fabrizio de Capua (1727)
- Vescovo Giovanni Maria de Laurentiis, O.Carm. (1727)
- Vescovo Tommaso Di Grazia (1727)
- Vescovo Giovanni Bortone (1728)
- Arcivescovo Angelo Franchi, O.F.M. (1728)
- Arcivescovo Giovanni Battista Ariberti, C.O. (1728)
- Arcivescovo Paul Alpheran de Bussan, O.S.Io.Hieros. (1728)
- Cardinale Francesco Scipione Maria Borghese (1728)
- Cardinale Raffaele Cosimo de' Girolami (1728)
- Vescovo Angelico Vigilini, O.F.M.Cap. (1728)
- Vescovo Francesco Caracciolo, O.F.M. (1728)
- Cardinale Leandro di Porcia, O.S.B. (1728)
- Vescovo Antonio Bianchi di Gennaro, O.F.M. (1728)
- Vescovo Pier Gerolamo Caravadossi, O.P. (1728)
- Vescovo Francesco Antonio de Martini (1728)
- Cardinale Giuseppe Maria Feroni (1728)
- Cardinale Carlo Alberto Guidobono Cavalchini (1728)
- Vescovo Bernardo Maria Beamonte, O.C.D. (1728)
- Vescovo Alessandro Magno, O.Cist. (1728)
- Vescovo Raimondo Pecchioli, O.P. (1728)
- Vescovo Francesco Maria Pitoni (1728)
- Vescovo Juan Bautista Pes y Polo, O.Carm. (1728)
- Vescovo Alessandro Caputo, O.Carm. (1728)
- Vescovo Fortunato Bisleti (1728)
- Vescovo Michael McDonough, O.P. (1728)
- Vescovo Leopold Heinrich Wilhelm von Schorror (1728)
- Vescovo Vincenzo Antonio Maria Muscettola (1728)
- Vescovo Andrea Carlovich (1728)
- Vescovo Alessandro degli Abbati (1728)
- Vescovo Francesco Silvestri (1728)
- Arcivescovo Nicola Negroni (1729)
- Vescovo Antonio Lucci, O.F.M.Conv. (1729)
- Vescovo Bartolomeo Fargna (1729)
- Vescovo Johann Rudolf von Sporck (1729)
- Vescovo Nicolas François Bonhomme (1729)
- Vescovo Bartolomeo Giacomo Visinio Rubini, O.F.M. (1729)
- Cardinale Troiano Acquaviva d'Aragona (1729)
- Vescovo Nicola de Simoni (1729)
- Vescovo Giovanni Antonio Cavedi, O.F.M. (1729)
- Arcivescovo Pietro de Carolis (1729)
- Vescovo Jean Grillet, O.P. (1729)
- Vescovo Giuseppe Antonio Silvestri (1729)
- Vescovo Giuseppe Caccia, O.F.M. (1729)
- Vescovo Giuseppe Barone (1729)
- Vescovo Giovanni Mercurino Arborio di Gattinara, B. (1730)
- Vescovo Ildefonso del Tufo, O.S.B. (1730)

## Intitolazioni

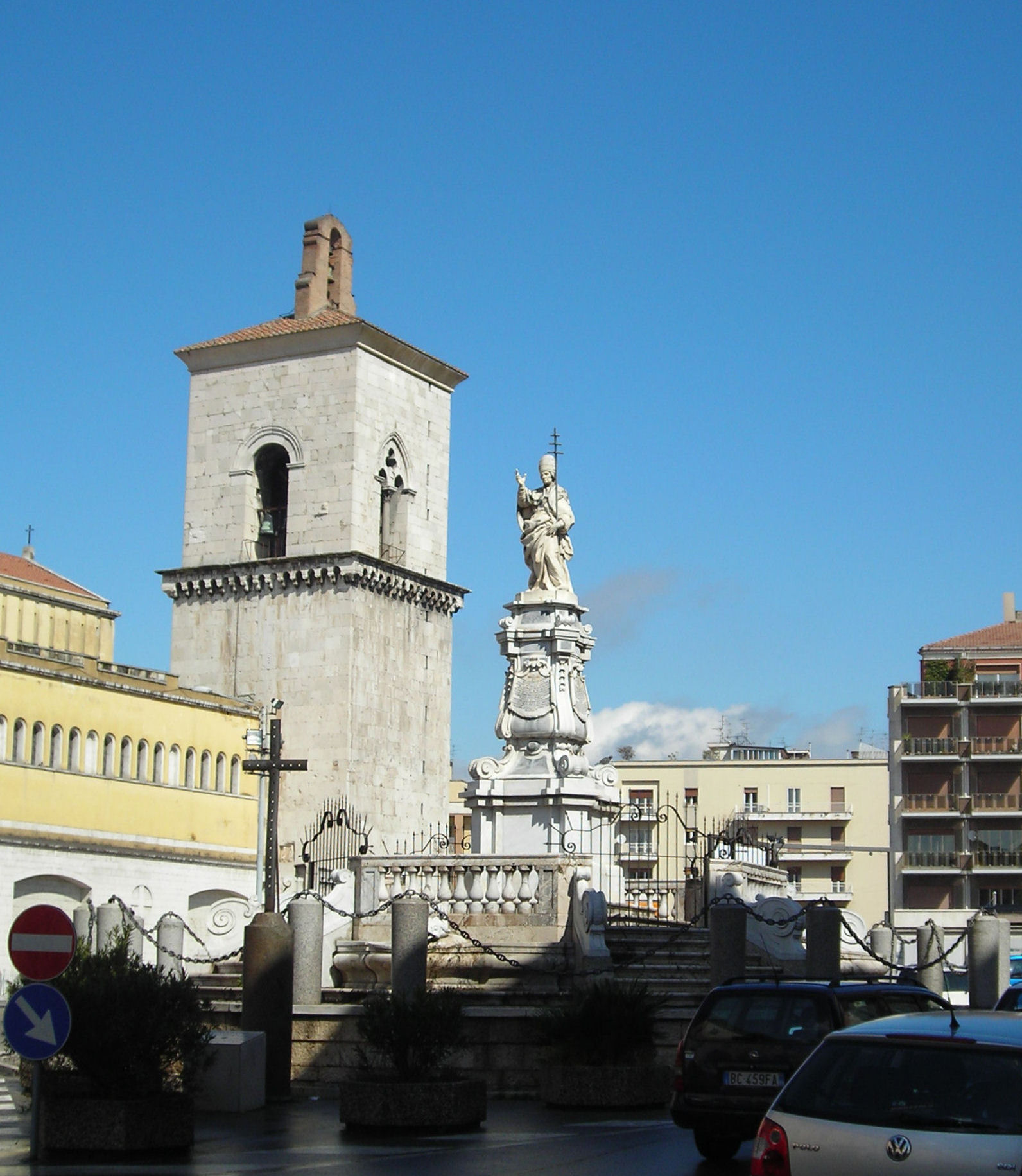
Piazza Orsini a Benevento.

Il comune di Gravina in Puglia ricorda il suo cittadino più illustre con una statua bronzea, posta nella piazza che porta il suo nome.
Anche Benevento ricorda il suo secondo fondatore con una statua nella piazza intitolata a lui medesimo, antistante il Duomo. L'attaccamento nei confronti di Benevento rimase sempre molto forte come testimonia lo storico Ludwig von Pastor che, nella sua Storia dei Papi, scrive che Orsini continuò a vivere nel "ricordo del lungo tempo passato colà, durante il quale la sua indole di pastore delle anime aveva potuto esplicarsi indisturbata; anche da Papa egli si sentiva a casa sua a Benevento, non a Roma".

## Causa di beatificazione
Il 21 febbraio 1931 papa Pio XI ha dato inizio alla causa di beatificazione, proclamando Benedetto XIII Servo di Dio.
Il 24 febbraio 2012 papa Benedetto XVI ha aperto il processo di beatificazione e canonizzazione.
L'inchiesta diocesana si è chiusa il 22 febbraio 2017. A essa è seguita, due giorni dopo, la cerimonia di chiusura presieduta dal cardinale vicario Agostino Vallini. Tutta la documentazione raccolta è stata passata alla Congregazione per le cause dei santi.

## Albero genealogico
|                                                                                |                                                |                                                    | Genitori                                  |  |  | Nonni |  |  | Bisnonni                             |  |  | Trisnonni                              |  |
|                                                                                |                                                |                                                    |                                           |  |  |       |  |  | Ostilio Orsini, I signore di Solofra |  |  | Ferdinando I Orsini, V duca di Gravina |  |
|                                                                                |                                                |                                                    |                                           |  |  |       |  |  | Ostilio Orsini, I signore di Solofra |  |  | Ferdinando I Orsini, V duca di Gravina |  |
|                                                                                |                                                | Beatrice Ferrillo                                  |                                           |  |  |       |  |  | Ostilio Orsini, I signore di Solofra |  |  |                                        |  |
| Pietro Francesco Orsini, X duca di Gravina, II signore e I principe di Solofra |                                                |                                                    |                                           |  |  |       |  |  | Ostilio Orsini, I signore di Solofra |  |  |                                        |  |
|                                                                                |                                                | Diana del Tufo                                     | Paolo del Tufo, I barone di Vallata       |  |  |       |  |  |                                      |  |  |                                        |  |
|                                                                                |                                                | Diana del Tufo                                     | Paolo del Tufo, I barone di Vallata       |  |  |       |  |  |                                      |  |  |                                        |  |
|                                                                                |                                                | Diana del Tufo                                     | Costanza Todeschini Piccolomini d'Aragona |  |  |       |  |  |                                      |  |  |                                        |  |
| Ferdinando III Orsini, XI duca di Gravina, II principe di Solofra              |                                                | Diana del Tufo                                     |                                           |  |  |       |  |  |                                      |  |  |                                        |  |
|                                                                                |                                                | Flaminio II Orsini, conte di Muro Lucano           | Flaminio I Orsini, conte di Muro Lucano   |  |  |       |  |  |                                      |  |  |                                        |  |
|                                                                                |                                                | Flaminio II Orsini, conte di Muro Lucano           | Flaminio I Orsini, conte di Muro Lucano   |  |  |       |  |  |                                      |  |  |                                        |  |
|                                                                                |                                                | Flaminio II Orsini, conte di Muro Lucano           | Lucrezia del Tufo                         |  |  |       |  |  |                                      |  |  |                                        |  |
| Dorotea Orsini                                                                 |                                                | Flaminio II Orsini, conte di Muro Lucano           |                                           |  |  |       |  |  |                                      |  |  |                                        |  |
|                                                                                |                                                | Aurelia di Capua                                   | Fabrizio di Capua, conte di Altavilla     |  |  |       |  |  |                                      |  |  |                                        |  |
|                                                                                |                                                | Aurelia di Capua                                   | Fabrizio di Capua, conte di Altavilla     |  |  |       |  |  |                                      |  |  |                                        |  |
|                                                                                |                                                | Aurelia di Capua                                   | Dorotea Spinelli                          |  |  |       |  |  |                                      |  |  |                                        |  |
| Benedetto XIII                                                                 |                                                | Aurelia di Capua                                   |                                           |  |  |       |  |  |                                      |  |  |                                        |  |
|                                                                                | Orazio Frangipani della Tolfa, I duca di Grumo | Ludovico Frangipani della Tolfa, signore di Serino |                                           |  |  |       |  |  |                                      |  |  |                                        |  |
|                                                                                | Orazio Frangipani della Tolfa, I duca di Grumo | Ludovico Frangipani della Tolfa, signore di Serino |                                           |  |  |       |  |  |                                      |  |  |                                        |  |
|                                                                                | Orazio Frangipani della Tolfa, I duca di Grumo | Elisabetta Carafa                                  |                                           |  |  |       |  |  |                                      |  |  |                                        |  |
| Carlo Frangipani della Tolfa, II duca di Grumo                                 | Orazio Frangipani della Tolfa, I duca di Grumo |                                                    |                                           |  |  |       |  |  |                                      |  |  |                                        |  |
|                                                                                |                                                | Diana Frangipani della Tolfa                       | …                                         |  |  |       |  |  |                                      |  |  |                                        |  |
|                                                                                |                                                | Diana Frangipani della Tolfa                       | …                                         |  |  |       |  |  |                                      |  |  |                                        |  |
|                                                                                |                                                | Diana Frangipani della Tolfa                       | …                                         |  |  |       |  |  |                                      |  |  |                                        |  |
| Giovanna Frangipani della Tolfa                                                |                                                | Diana Frangipani della Tolfa                       |                                           |  |  |       |  |  |                                      |  |  |                                        |  |
|                                                                                |                                                | Francesco del Tufo, III barone di Vallata          | Cesare del Tufo, II barone di Vallata     |  |  |       |  |  |                                      |  |  |                                        |  |
|                                                                                |                                                | Francesco del Tufo, III barone di Vallata          | Cesare del Tufo, II barone di Vallata     |  |  |       |  |  |                                      |  |  |                                        |  |
|                                                                                |                                                | Francesco del Tufo, III barone di Vallata          | Cornelia Cossa                            |  |  |       |  |  |                                      |  |  |                                        |  |
| Fulvia del Tufo                                                                |                                                | Francesco del Tufo, III barone di Vallata          |                                           |  |  |       |  |  |                                      |  |  |                                        |  |
|                                                                                |                                                | Giovanna del Tufo                                  | Mario del Tufo                            |  |  |       |  |  |                                      |  |  |                                        |  |
|                                                                                |                                                | Giovanna del Tufo                                  | Mario del Tufo                            |  |  |       |  |  |                                      |  |  |                                        |  |
|                                                                                |                                                | Giovanna del Tufo                                  | Fulvia Personè                            |  |  |       |  |  |                                      |  |  |                                        |  |
|                                                                                |                                                | Giovanna del Tufo                                  |                                           |  |  |       |  |  |                                      |  |  |                                        |  |